# Pseudosauris minnipenna
Pseudosauris minnipenna là một loài bướm đêm trong họ Geometridae.